# رود ماتی
رود ماتی (روسی: Мати) یک رودخانه در سرزمین خاباروفسک کشور روسیه است.